# Castelnau-de-Guers
Pour les articles homonymes, voir Castelnau et Guers.
Castelnau-de-Guers (en occitan Castèlnòu de Guèrs) est une commune française située dans le sud du département de l'Hérault, en région Occitanie.
Exposée à un climat méditerranéen, elle est drainée par le fleuve l'Hérault, le ruisseau de Soupié, le ruisseau des Prés et par divers autres petits cours d'eau. La commune possède un patrimoine naturel remarquable composé de deux zones naturelles d'intérêt écologique, faunistique et floristique.
Castelnau-de-Guers est une commune rurale qui compte 1 199 habitants en 2022. Elle fait partie de l'aire d'attraction de Pézenas. Ses habitants sont appelés les Castelnaulais et Castelnaulaises.

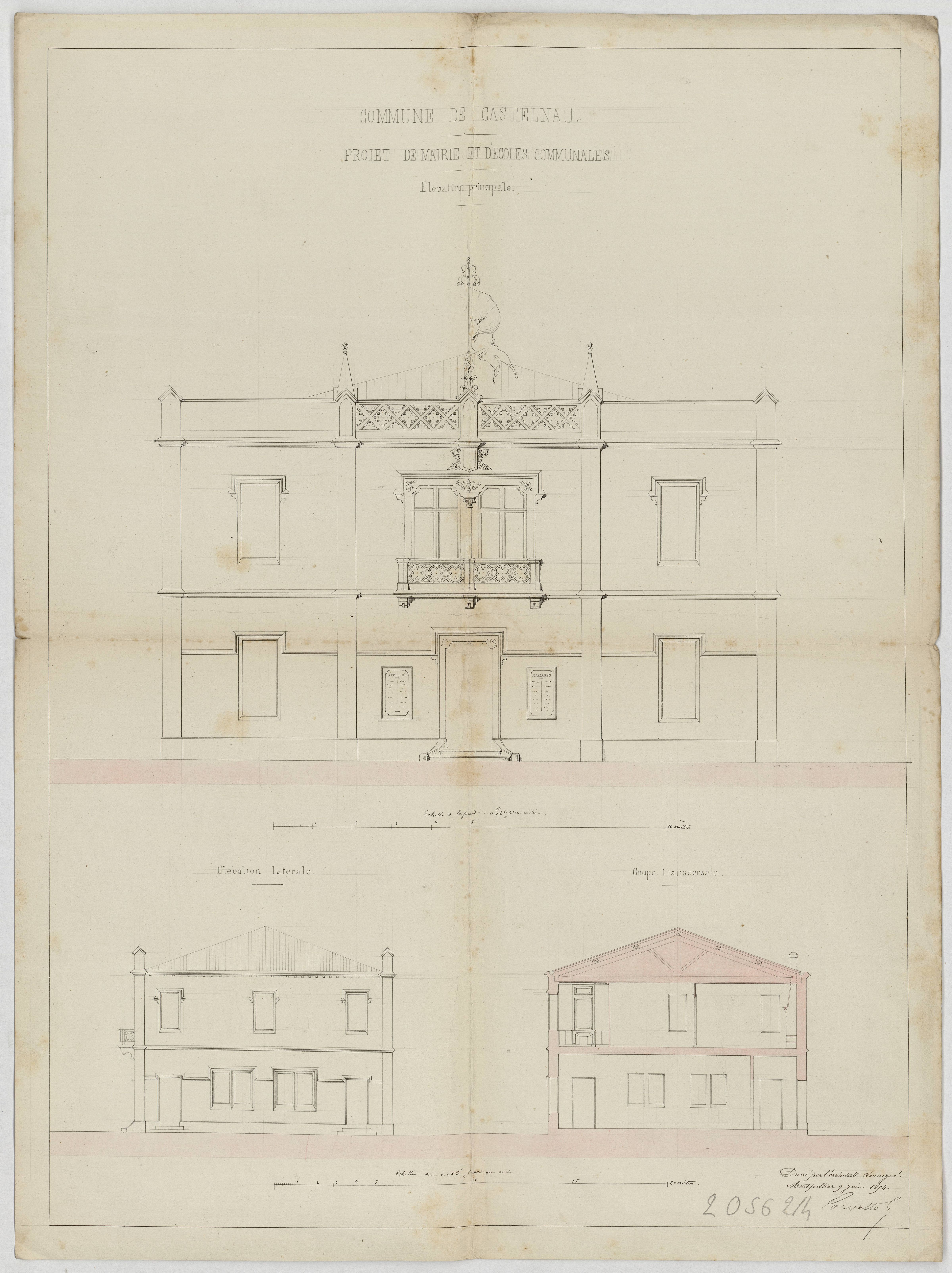
Plan de la mairie et écoles (1854).

## Géographie

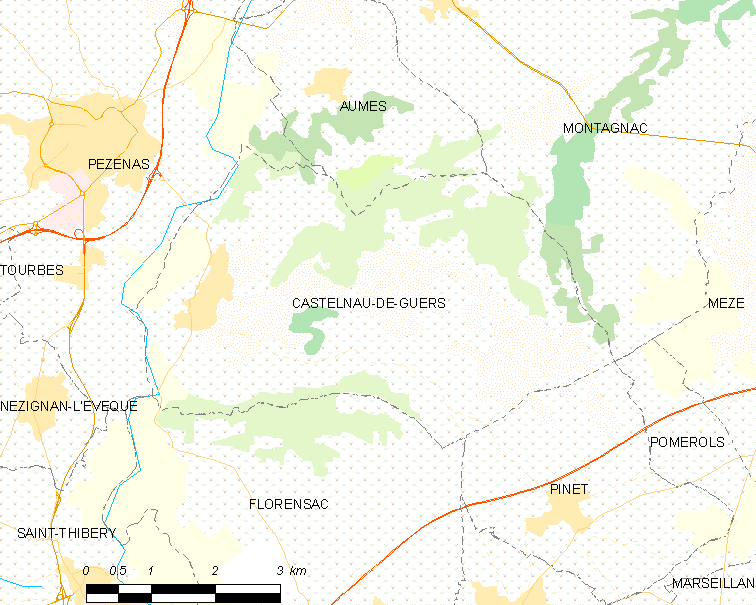
Carte.

### Communes limitrophes
|         | Aumes              | Montagnac                  |
| Pézenas | Castelnau-de-Guers | Pomérols (point quadruple) |
|         | Florensac          | Pinet                      |

### Climat
Pour des articles plus généraux, voir Climat de l'Occitanie et Climat de l'Hérault.
En 2010, le climat de la commune est de type climat méditerranéen franc, selon une étude s'appuyant sur une série de données couvrant la période 1971-2000. En 2020, Météo-France publie une typologie des climats de la France métropolitaine dans laquelle la commune est exposée à un climat méditerranéen et est dans la région climatique  Provence, Languedoc-Roussillon, caractérisée par une pluviométrie faible en été, un très bon ensoleillement (2 600 h/an), un été chaud (21,5 °C), un air très sec en été, sec en toutes saisons, des vents forts (fréquence de 40 à 50 % de vents > 5 m/s) et peu de brouillards.
Pour la période 1971-2000, la température annuelle moyenne est de 14,7 °C, avec une amplitude thermique annuelle de 16 °C. Le cumul annuel moyen de précipitations est de 648 mm, avec 5,5 jours de précipitations en janvier et 2,4 jours en juillet. Pour la période 1991-2020, la température moyenne annuelle observée sur la station météorologique la plus proche, située sur la commune de Tourbes à 5 km à vol d'oiseau, est de 15,2 °C et le cumul annuel moyen de précipitations est de 607,5 mm,. Pour l'avenir, les paramètres climatiques de la commune estimés pour 2050 selon différents scénarios d'émission de gaz à effet de serre sont consultables sur un site dédié publié par Météo-France en novembre 2022.

### Milieux naturels et biodiversité
L’inventaire des zones naturelles d'intérêt écologique, faunistique et floristique (ZNIEFF) a pour objectif de réaliser une couverture des zones les plus intéressantes sur le plan écologique, essentiellement dans la perspective d’améliorer la connaissance du patrimoine naturel national et de fournir aux différents décideurs un outil d’aide à la prise en compte de l’environnement dans l’aménagement du territoire.
Une ZNIEFF de type 1 est recensée sur la commune :
le « plateau des Paredaus et Font du Loup » (216 ha), couvrant 2 communes du département et une ZNIEFF de type 2, : 
les « collines marneuses de Castelnau-de-Guers » (3 207 ha), couvrant 5 communes du département.

Carte des ZNIEFF de type 1 et 2 à Castelnau-de-Guers.
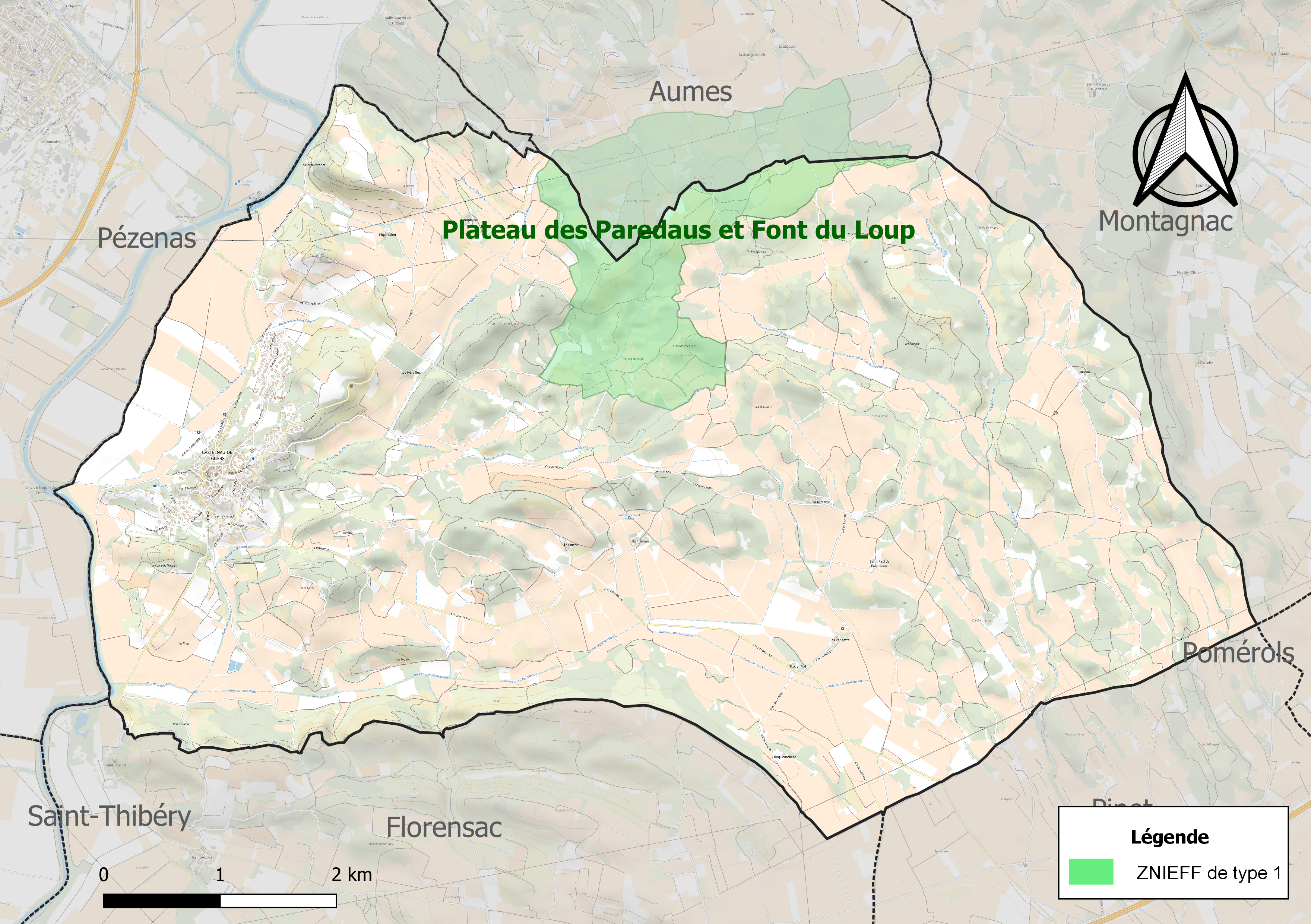
Carte de la ZNIEFF de type 1 sur la commune.
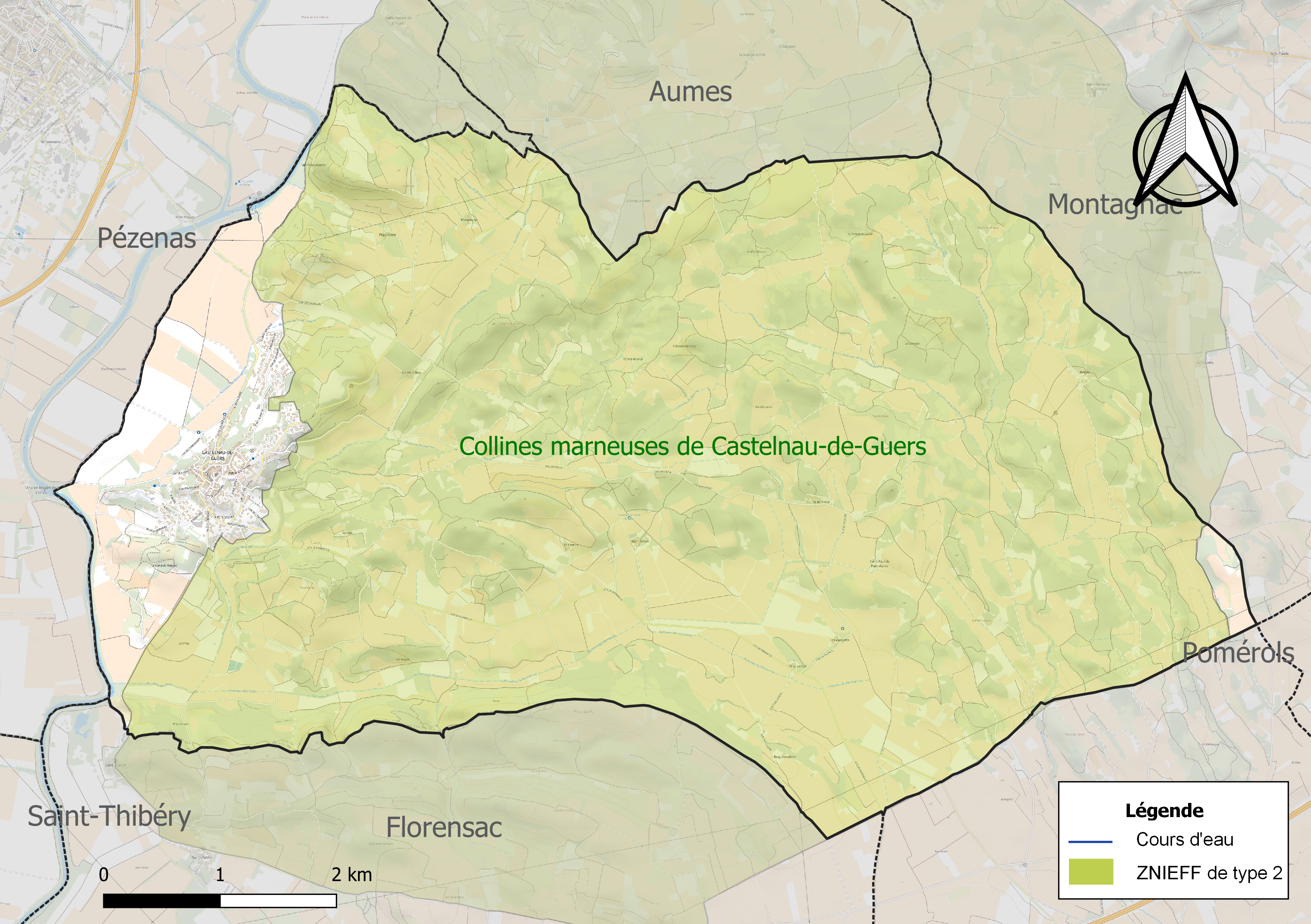
Carte de la ZNIEFF de type 2 sur la commune.

## Urbanisme

### Typologie
Au 1er janvier 2024, Castelnau-de-Guers est catégorisée bourg rural, selon la nouvelle grille communale de densité à sept niveaux définie par l'Insee en 2022.
Elle est située hors unité urbaine. Par ailleurs la commune fait partie de l'aire d'attraction de Pézenas, dont elle est une commune de la couronne,. Cette aire, qui regroupe 8 communes, est catégorisée dans les aires de moins de 50 000 habitants,.

### Occupation des sols
L'occupation des sols de la commune, telle qu'elle ressort de la base de données européenne d’occupation biophysique des sols Corine Land Cover (CLC), est marquée par l'importance des territoires agricoles (71,6 % en 2018), en diminution par rapport à 1990 (73,4 %). La répartition détaillée en 2018 est la suivante : 
cultures permanentes (48,7 %), milieux à végétation arbustive et/ou herbacée (21,9 %), zones agricoles hétérogènes (20,8 %), forêts (3,5 %), zones urbanisées (2,9 %), terres arables (2,2 %). L'évolution de l’occupation des sols de la commune et de ses infrastructures peut être observée sur les différentes représentations cartographiques du territoire : la carte de Cassini (XVIIIe siècle), la carte d'état-major (1820-1866) et les cartes ou photos aériennes de l'IGN pour la période actuelle (1950 à aujourd'hui).

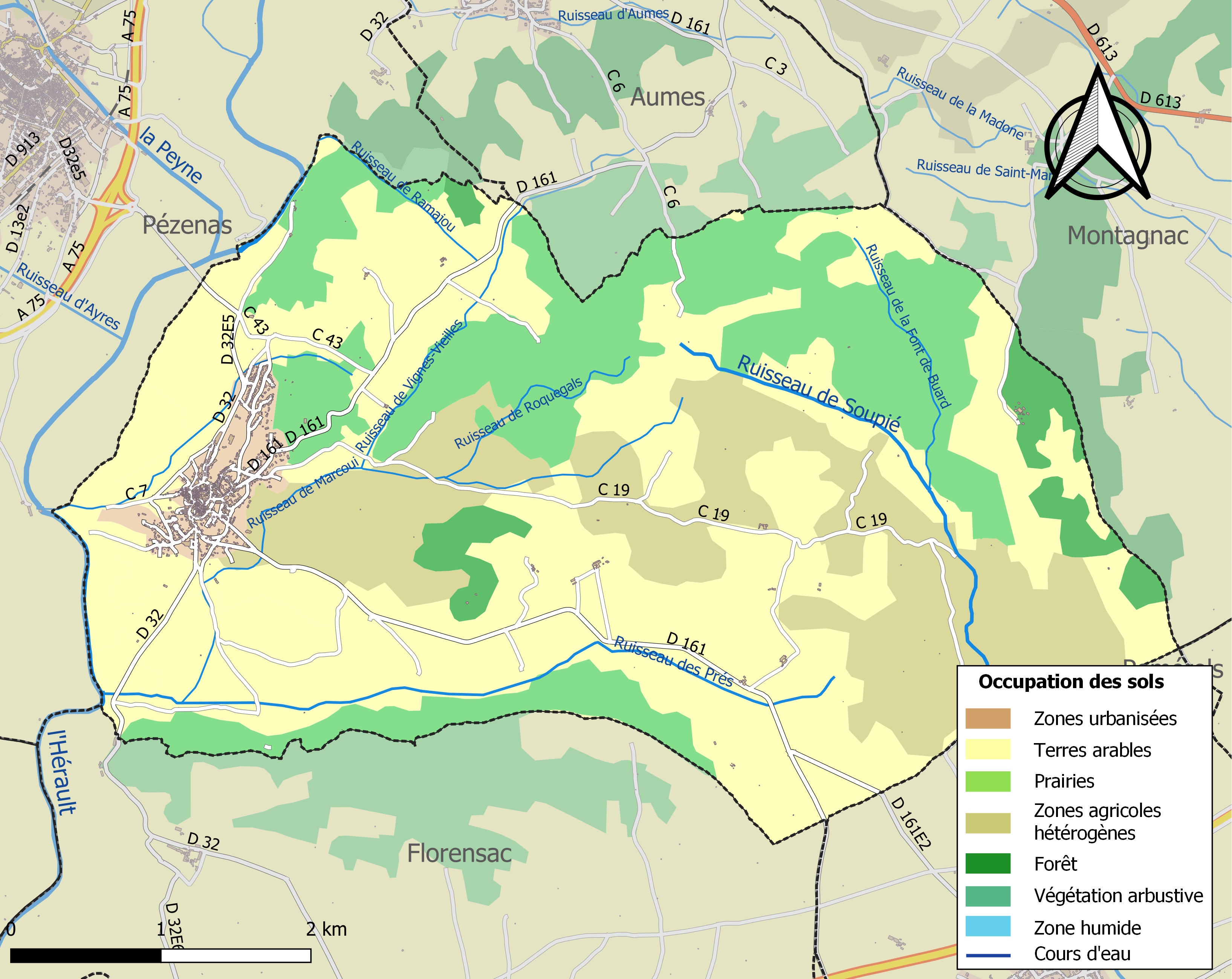
Carte des infrastructures et de l'occupation des sols de la commune en 2018 (CLC).

### Risques majeurs
Le territoire de la commune de Castelnau-de-Guers est vulnérable à différents aléas naturels : météorologiques (tempête, orage, neige, grand froid, canicule ou sécheresse), inondations, feux de forêts, mouvements de terrains et séisme (sismicité faible). Il est également exposé à deux risques technologiques,  le transport de matières dangereuses et la rupture d'un barrage. Un site publié par le BRGM permet d'évaluer simplement et rapidement les risques d'un bien localisé soit par son adresse soit par le numéro de sa parcelle.

#### Risques naturels
Certaines parties du territoire communal sont susceptibles d’être affectées par le risque d’inondation par débordement de cours d'eau, notamment l'Hérault et le ruisseau de Soupié. La commune a été reconnue en état de catastrophe naturelle au titre des dommages causés par les inondations et coulées de boue survenues en 1982, 1984, 1987, 1990, 1994, 1996, 1997, 2014 et 2016,.
Castelnau-de-Guers est exposée au risque de feu de forêt. Un plan départemental de protection des forêts contre les incendies (PDPFCI) a été approuvé en juin 2013 et court jusqu'en 2022, où il doit être renouvelé. Les mesures individuelles de prévention contre les incendies sont précisées par deux arrêtés préfectoraux et s’appliquent dans les zones exposées aux incendies de forêt et à moins de 200 mètres de celles-ci. L’arrêté du 25 avril 2002 réglemente l'emploi du feu en interdisant notamment d’apporter du feu, de fumer et de jeter des mégots de cigarette dans les espaces sensibles et sur les voies qui les traversent sous peine de sanctions. L'arrêté du 11 mars 2013 rend le débroussaillement obligatoire, incombant au propriétaire ou ayant droit,.

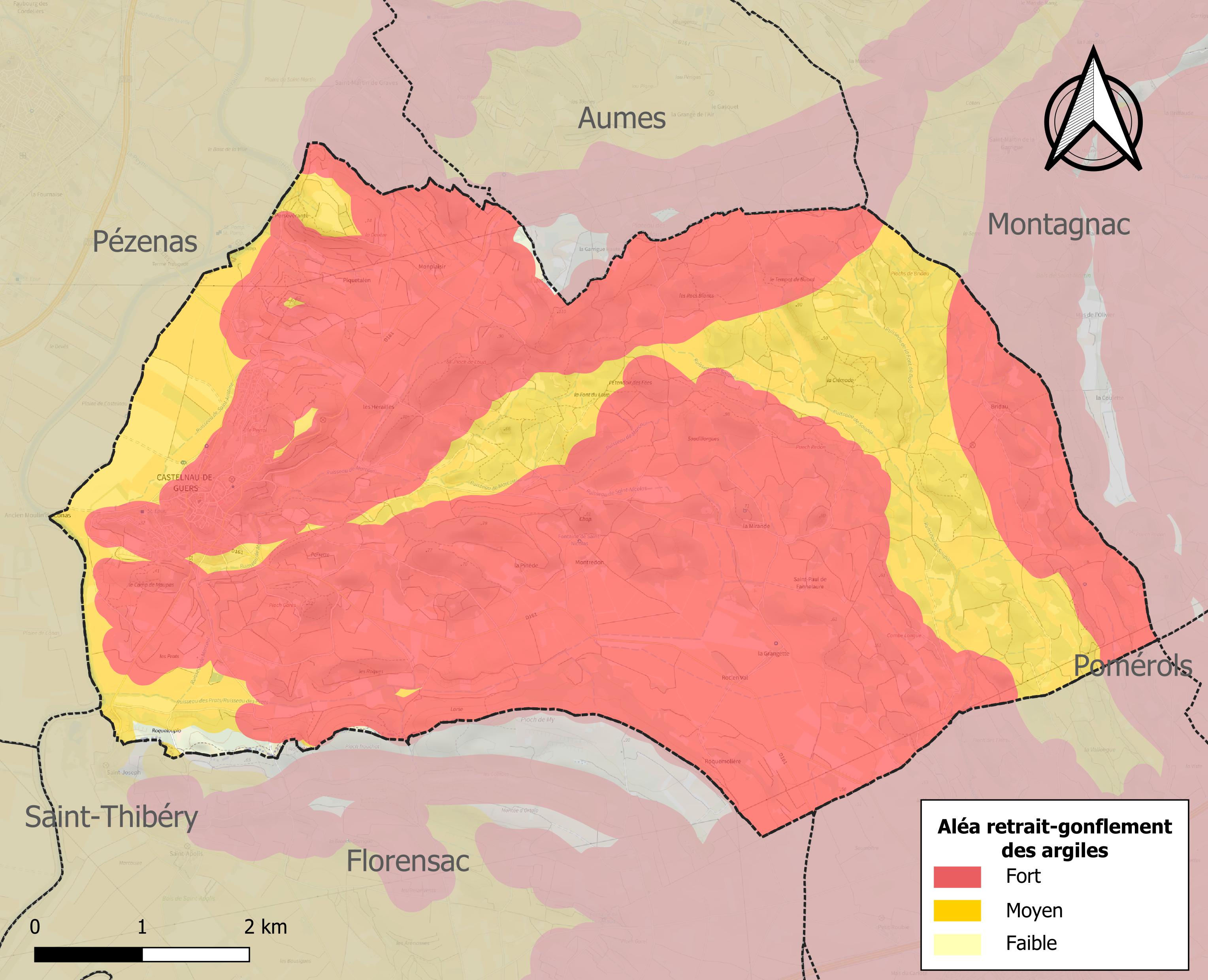
Carte des zones d'aléa retrait-gonflement des sols argileux de Castelnau-de-Guers.

La commune est vulnérable au risque de mouvements de terrains constitué principalement du retrait-gonflement des sols argileux. Cet aléa est susceptible d'engendrer des dommages importants aux bâtiments en cas d’alternance de périodes de sécheresse et de pluie. 99,3 % de la superficie communale est en aléa moyen ou fort (59,3 % au niveau départemental et 48,5 % au niveau national). Sur les 643 bâtiments dénombrés sur la commune en 2019, 643 sont en aléa moyen ou fort, soit 100 %, à comparer aux 85 % au niveau départemental et 54 % au niveau national. Une cartographie de l'exposition du territoire national au retrait gonflement des sols argileux est disponible sur le site du BRGM,.
Par ailleurs, afin de mieux appréhender le risque d’affaissement de terrain, l'inventaire national des cavités souterraines permet de localiser celles situées sur la commune.

#### Risques technologiques
Le risque de transport de matières dangereuses sur la commune est lié à sa traversée par des infrastructures routières ou ferroviaires importantes ou la présence d'une canalisation de transport d'hydrocarbures. Un accident se produisant sur de telles infrastructures est susceptible d’avoir des effets graves sur les biens, les personnes ou l'environnement, selon la nature du matériau transporté. Des dispositions d’urbanisme peuvent être préconisées en conséquence.
La commune est en outre située en aval des barrages du Salagou et des Olivettes, des ouvrages de classe A. À ce titre elle est susceptible d’être touchée par l’onde de submersion consécutive à la rupture d'un de ces ouvrages.

## Histoire
Castelnau-de-Guers surplombe la vallée de l'Hérault, bordé au sud par la Voie Domitienne, à l’est par le chemin poissonnier. La présence humaine est attestée depuis la préhistoire sur tout le territoire du village. Des fouilles ont exhumé diverses découvertes archéologiques, comme une tombe étrusque du VIe siècle av. J.-C., actuellement exposée dans la salle du conseil municipal.
L'habitat se regroupa dès le XIe siècle à l'emplacement du village actuel : première mention est faite de Castrum Novum en 1069.

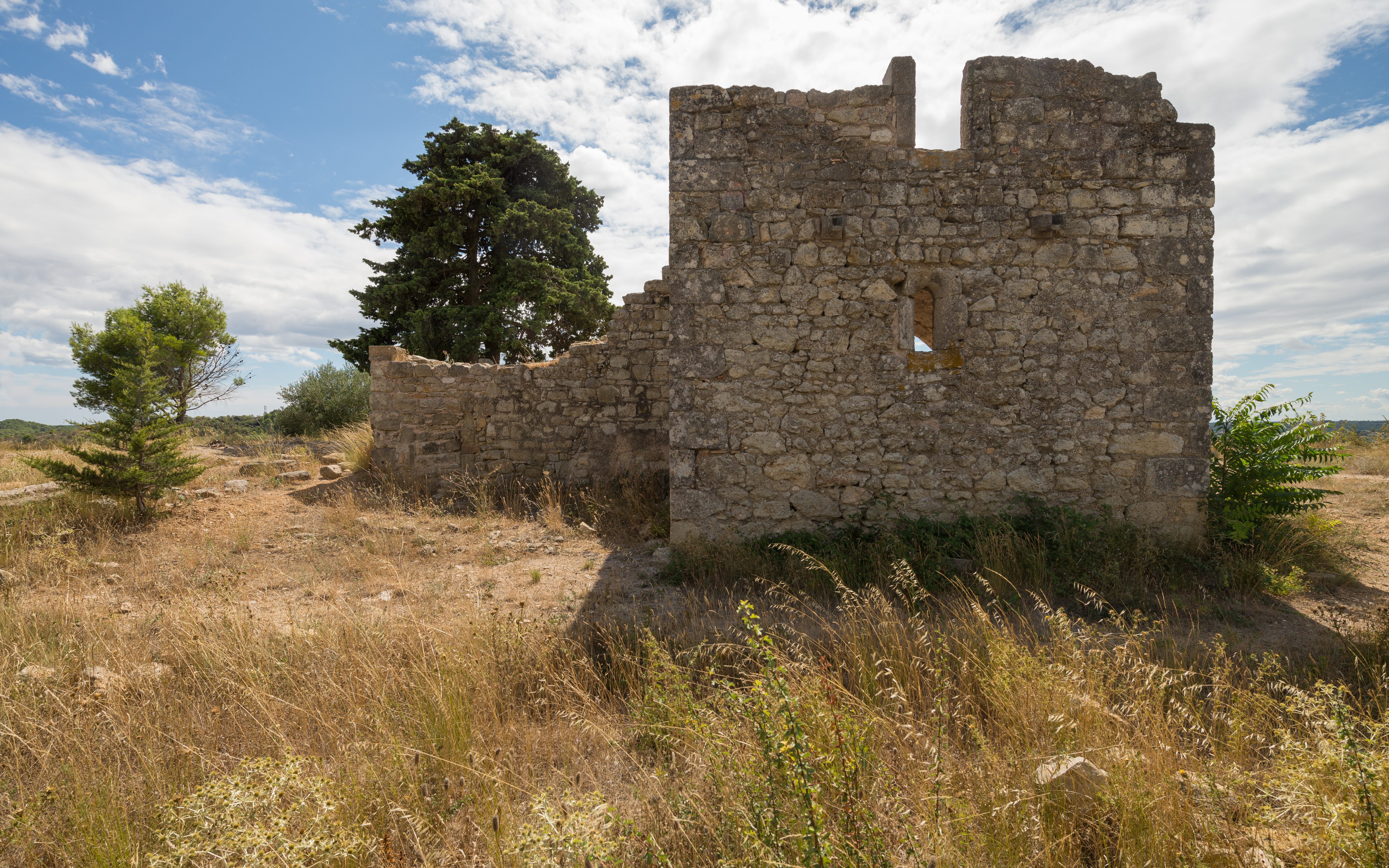
Ermitage Saint-Antoine.

Fief des barons de Guers, dont l’empreinte fut si forte qu’à partir du XIVe siècle, ils lui léguèrent leur nom, le village de Castelnau de Guers entra dans l’histoire. Selon la tradition, l’un des barons partit combattre en Terre Sainte lors des croisades, c'est pourquoi la famille de Guers eurent sur leurs armoiries un croissant versé, signe de victoire contre les infidèles.
La lignée s’éteignit en 1655, à la mort d’Henry de Guers qui mourut sans héritier. Sa demi-sœur, Laurence de Veyrac, épouse du marquis de Vins, hérita de la baronnie de Castelnau. Ses successeurs ne furent pas moins célèbres. Seigneur de Castelnau qui émigra en 1790, Charles Emmanuel Marie Magdelon de Vintimille du Luc était un fils naturel de Louis XV. En effet, c'était l'enfant de Jean Baptiste Félix Hubert qui vivait à la cour et qui épousa en 1739 Pauline Félicité de Mailly Nesle, maîtresse du roi. (référence : www.castelnau-de-guers.com)

## Politique et administration
| Période   | Période   | Identité           | Étiquette | Qualité |
| --------- | --------- | ------------------ | --------- | ------- |
|           |           | Jean Guy           |           |         |
| 1947      | 1953      | Jean Mascou        |           |         |
| 1953      | 1989      | Louis Cauquil      |           |         |
| 1989      | 1995      | Jean-Claude Delbos |           |         |
| 1995      | mars 2008 | Catherine Papini   |           |         |
| mars 2008 | mai 2020  | Jean-Charles Sers  | PCF       | Facteur |
| mai 2020  | En cours  | Didier Michel      |           |         |

## Démographie
L'évolution du nombre d'habitants est connue à travers les recensements de la population effectués dans la commune depuis 1793. Pour les communes de moins de 10 000 habitants, une enquête de recensement portant sur toute la population est réalisée tous les cinq ans, les populations de référence des années intermédiaires étant quant à elles estimées par interpolation ou extrapolation. Pour la commune, le premier recensement exhaustif entrant dans le cadre du nouveau dispositif a été réalisé en 2006.

En 2022, la commune comptait 1 199 habitants, en évolution de +0,67 % par rapport à 2016 (Hérault : +7,49 %, France hors Mayotte : +2,11 %).
| 1793 | 1800 | 1806 | 1821 | 1831 | 1836 | 1841 | 1846 | 1851 |
| ---- | ---- | ---- | ---- | ---- | ---- | ---- | ---- | ---- |
| 621  | 650  | 712  | 890  | 880  | 946  | 821  | 887  | 779  |

| 1856 | 1861 | 1866 | 1872 | 1876 | 1881 | 1886 | 1891 | 1896 |
| ---- | ---- | ---- | ---- | ---- | ---- | ---- | ---- | ---- |
| 781  | 814  | 788  | 831  | 870  | 747  | 753  | 821  | 819  |

| 1901 | 1906 | 1911 | 1921 | 1926 | 1931 | 1936 | 1946 | 1954 |
| ---- | ---- | ---- | ---- | ---- | ---- | ---- | ---- | ---- |
| 882  | 926  | 932  | 917  | 953  | 937  | 926  | 812  | 832  |

| 1962 | 1968 | 1975 | 1982 | 1990 | 1999 | 2006  | 2011  | 2016  |
| ---- | ---- | ---- | ---- | ---- | ---- | ----- | ----- | ----- |
| 843  | 837  | 827  | 886  | 876  | 889  | 1 010 | 1 132 | 1 191 |

| 2021  | 2022  | - | - | - | - | - | - | - |
| ----- | ----- | - | - | - | - | - | - | - |
| 1 215 | 1 199 | - | - | - | - | - | - | - |

## Économie

### Revenus
En 2018, la commune compte 566 ménages fiscaux, regroupant 1 232 personnes. La médiane du revenu disponible par unité de consommation est de 19 710 € (20 330 € dans le département).

### Emploi
|                | 2008   | 2013   | 2018   |
| -------------- | ------ | ------ | ------ |
| Commune        | 8,6 %  | 11 %   | 14,6 % |
| Département    | 10,1 % | 11,9 % | 12 %   |
| France entière | 8,3 %  | 10 %   | 10 %   |

En 2018, la population âgée de 15 à 64 ans s'élève à 673 personnes, parmi lesquelles on compte 75,6 % d'actifs (61 % ayant un emploi et 14,6 % de chômeurs) et 24,4 % d'inactifs,. En  2018, le taux de chômage communal (au sens du recensement) des 15-64 ans est supérieur à celui de la France et du département, alors qu'il était inférieur à celui du département en 2008.
La commune fait partie de la couronne de l'aire d'attraction de Pézenas, du fait qu'au moins 15 % des actifs travaillent dans le pôle,. Elle compte 180 emplois en 2018, contre 182 en 2013 et 159 en 2008. Le nombre d'actifs ayant un emploi résidant dans la commune est de 417, soit un indicateur de concentration d'emploi de 43,1 % et un taux d'activité parmi les 15 ans ou plus de 51,3 %.
Sur ces 417 actifs de 15 ans ou plus ayant un emploi, 116 travaillent dans la commune, soit 28 % des habitants. Pour se rendre au travail, 86,3 % des habitants utilisent un véhicule personnel ou de fonction à quatre roues, 1 % les transports en commun, 6,7 % s'y rendent en deux-roues, à vélo ou à pied et 6 % n'ont pas besoin de transport (travail au domicile).

### Activités hors agriculture

#### Secteurs d'activités
85 établissements sont implantés  à Castelnau-de-Guers au 31 décembre 2019. Le tableau ci-dessous en détaille le nombre par secteur d'activité et compare les ratios avec ceux du département,.
| Secteur d'activité                                                                                        | Commune | Commune | Département |
| Secteur d'activité                                                                                        | Nombre  | %       | %           |
| --- | ------- | ------- | ----------- |
| Ensemble                                                                                                  | 85      | 100 %   | (100 %)     |
| Industrie manufacturière, industries extractives et autres                                                | 12      | 14,1 %  | (6,7 %)     |
| Construction                                                                                              | 14      | 16,5 %  | (14,1 %)    |
| Commerce de gros et de détail, transports, hébergement et restauration                                    | 25      | 29,4 %  | (28 %)      |
| Information et communication                                                                              | 2       | 2,4 %   | (3,3 %)     |
| Activités financières et d'assurance                                                                      | 2       | 2,4 %   | (3,2 %)     |
| Activités immobilières                                                                                    | 6       | 7,1 %   | (5,3 %)     |
| Activités spécialisées, scientifiques et techniques et activités de services administratifs et de soutien | 9       | 10,6 %  | (17,1 %)    |
| Administration publique, enseignement, santé humaine et action sociale                                    | 6       | 7,1 %   | (14,2 %)    |
| Autres activités de services                                                                              | 9       | 10,6 %  | (8,1 %)     |

Le secteur du commerce de gros et de détail, des transports, de l'hébergement et de la restauration est prépondérant sur la commune puisqu'il représente 29,4 % du nombre total d'établissements de la commune (25 sur les 85 entreprises implantées  à Castelnau-de-Guers), contre 28 % au niveau départemental.

#### Entreprises et commerces
Les deux entreprises ayant leur siège social sur le territoire communal qui génèrent le plus de chiffre d'affaires en 2020 sont : 
- Vin Expression, commerce de gros (commerce interentreprises) de boissons (489 k€) ;
- Jardin LRRM, restauration traditionnelle (111 k€).

### Agriculture
La commune est dans la « Plaine viticole », une petite région agricole occupant la bande côtière du département de l'Hérault. En 2020, l'orientation technico-économique de l'agriculture  sur la commune est la viticulture.
|               | 1988 | 2000 | 2010  | 2020  |
| ------------- | ---- | ---- | ----- | ----- |
| Exploitations | 117  | 96   | 87    | 58    |
| SAU (ha)      | 955  | 935  | 1 013 | 2 476 |

Le nombre d'exploitations agricoles en activité et ayant leur siège dans la commune est passé de 117 lors du recensement agricole de 1988  à 96 en 2000 puis à 87 en 2010 et enfin à 58 en 2020, soit une baisse de 50 % en 32 ans. Le même mouvement est observé à l'échelle du département qui a perdu pendant cette période 67 % de ses exploitations,. La surface agricole utilisée sur la commune a quant à elle augmenté, passant de 955 ha en 1988 à 2476 ha en 2020. Parallèlement la surface agricole utilisée moyenne par exploitation a augmenté, passant de 8 à 43 ha.

## Culture locale et patrimoine

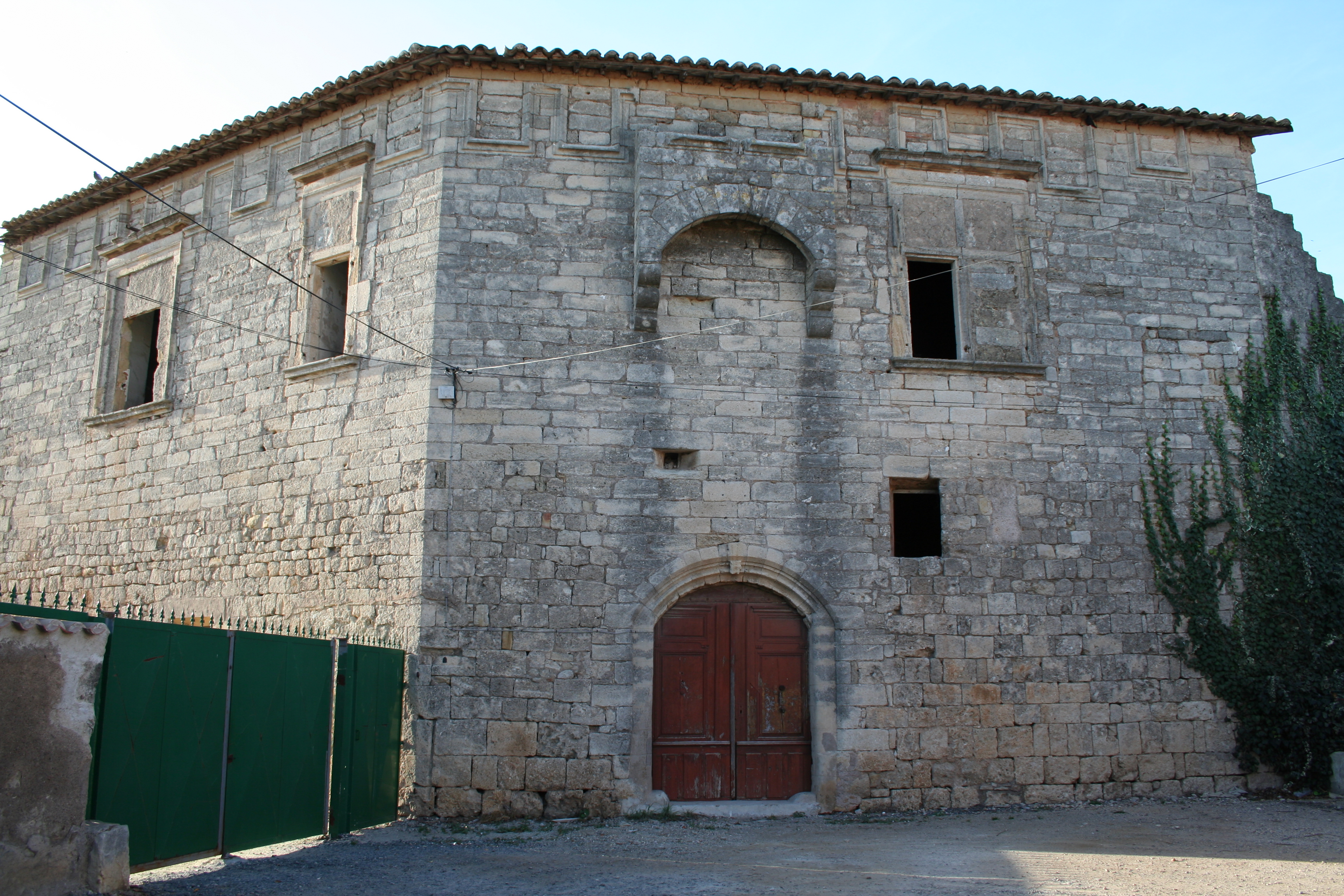
Entrée du château.

### Lieux et monuments

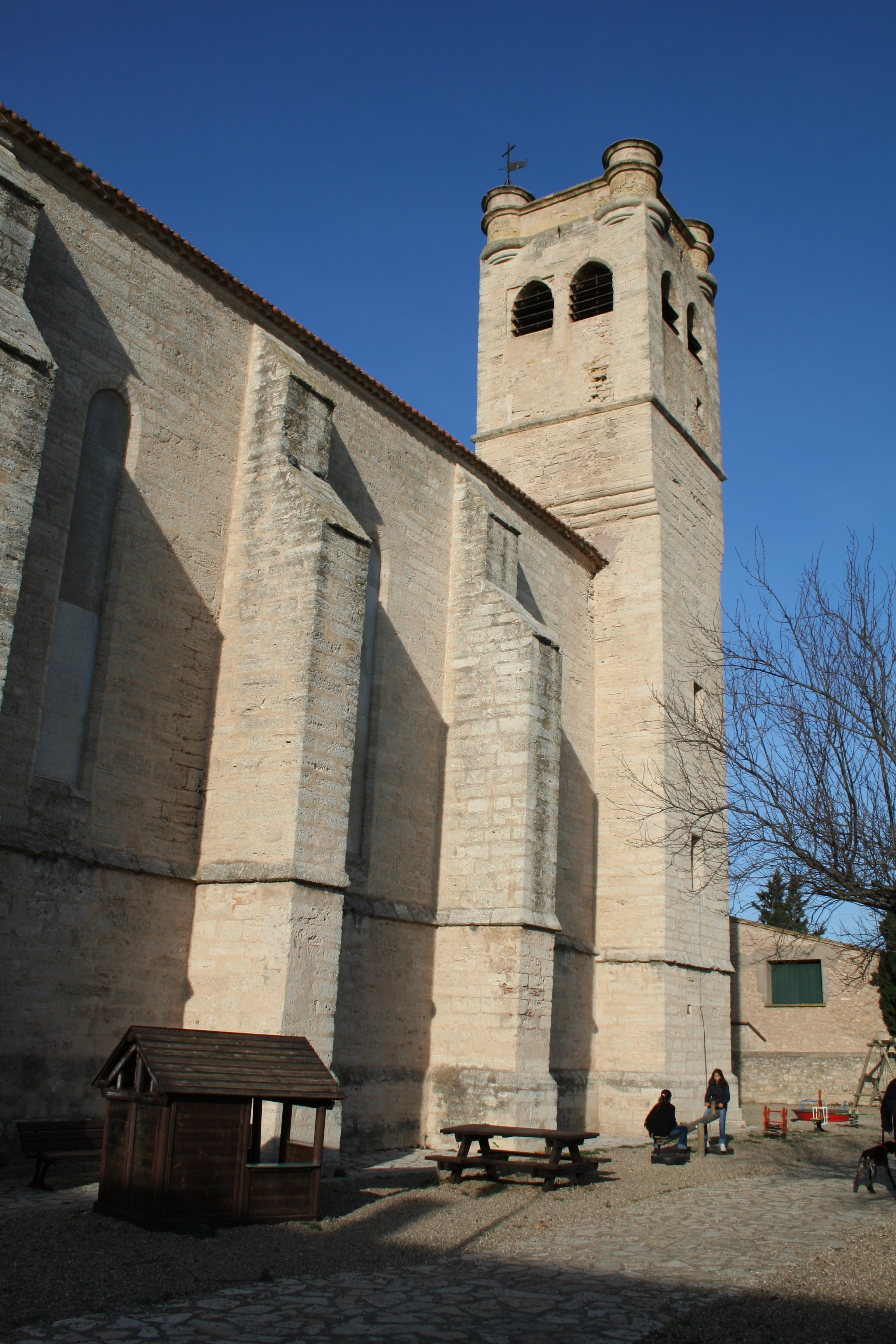
Église Saint-Sulpice.

- Château, demeure des barons de Guers, en grande partie détruit à la Révolution. On ne peut dater avec précision le château mais la chapelle Saint-Jean, ancienne chapelle du château, date du XIIe siècle. À la fin du XIXe siècle, le château abritait une exploitation agricole.
- Église Saint-Sulpice de Castelnau-de-Guers, de style gothique languedocien (XIIIe, XIVe siècles). L'édifice est référencé dans la base Mérimée et à l'Inventaire général Région Occitanie[31].
- Chapelle Saint-Antoine d'Ermitage, ancien ermitage du XVIe ou  XVIIe siècle. Le flamand Louis Deschan s'y retira de 1701 à 1748, après avoir tué un adversaire au cours d'un duel.
- Chapelle Saint-Nicolas de Talpuciac.

### Personnalités liées à la commune
- Achille Lacroix (1893-1944), médecin, résistant et maire de Narbonne.
- Philippe Cambie (1962-2021), œnologue de réputation internationale.

### Héraldique
| Blason de Castelnau-de-Guers | Les armes de Castelnau-de-Guers se blasonnent ainsi : d'azur, à un château de trois tours couvertes et girouettées d'or, celle du milieu plus grosse, au chef aussi d'azur chargé de trois fleurs de lys aussi d'or. |

### Fonds d'archives
- Fonds : Archives communales déposées de Castelnau-de-Guers (1289-1914) [0,67 ml].  Cote : 56 EDT. Montpellier : Archives départementales de l'Hérault (présentation en ligne).